# Torre sin Nombre
Torre sin Nombre está enclavada en el Macizo Central de los Picos de Europa o  macizo de los Urrieles, concretamente en el sector del Llambrión, en la Región de León.